# Plazas de soberanía
Plazas de soberanía es el término histórico con el que se denominan desde el siglo XIX a los territorios españoles situados en la costa mediterránea del norte de África, frente a Marruecos. 
Se trata del peñón de Vélez de la Gomera, y las islas Alhucemas, islas Chafarinas e islote Perejil, este último disputado entre España y Marruecos. Estos territorios son españoles desde la época de las Plazas Fuertes de África.

## Estatus actual

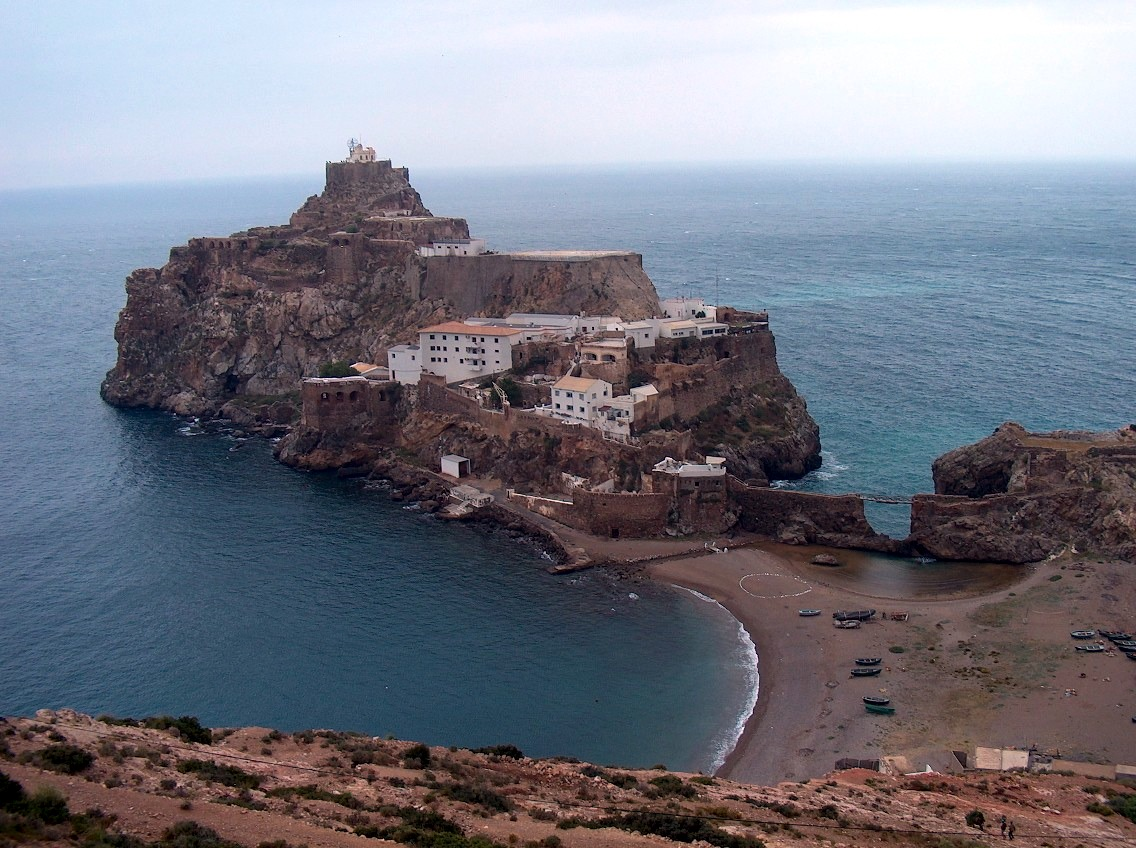
Vista del peñón de Vélez de la Gomera desde la costa de Marruecos.

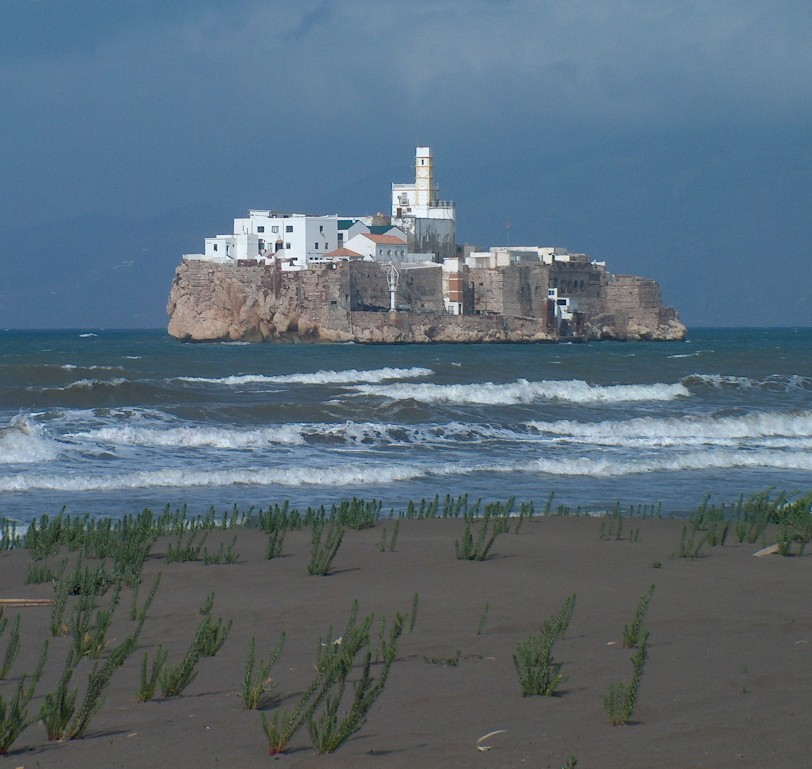
El peñón de Alhucemas, perteneciente a las islas Alhucemas.

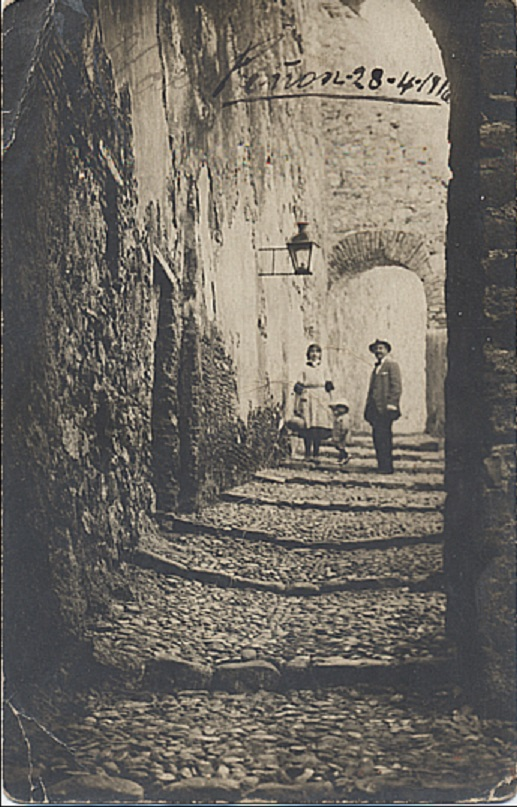
Una familia española en una calle del peñón de Alhucemas, hacia 1915.

Históricamente, las plazas de soberanía se dividieron en dos categorías:
- Plazas mayores: estas son Ceuta y Melilla, que se transformaron en 1995 de acuerdo a la Constitución en ciudades autónomas, estatus similar al de comunidad autónoma, con competencias superiores a las de un municipio, ya que pueden decretar regulaciones ejecutivas, pero inferiores a las de una comunidad autónoma, puesto que no tienen cámaras legislativas propiamente dichas. En la actualidad, el término plazas de soberanía nunca se usa para referirse a ambas ciudades autónomas.

- Plazas menores: son islotes situados junto a la costa septentrional de África, sin población civil pero con efectivos militares permanentes. Debido a esta situación y al escaso tamaño de los territorios, todos están directamente gobernados desde Madrid por el Gobierno de España, y constituyen un caso único en el país debido a que, a diferencia de otros islotes (como Alborán, que pertenece a la provincia de Almería, o Tabarca, que pertenece a la provincia de Alicante), estos no pertenecen ni a las ciudades autónomas ni tampoco a ninguna comunidad, por lo que se les otorga un estatus especial.

Los primeros borradores de los estatutos de autonomía de Ceuta y Melilla, datados en 1986, repartían todas las posesiones restantes en el norte de África entre las dos ciudades, resultando Vélez de la Gomera para Ceuta y las islas Chafarinas y Alhucemas para Melilla. En la redacción final de estos documentos se omitieron dichas incorporaciones. Cabe destacar además, que ya que forman parte del territorio español, también son parte de la Unión Europea. La isla de Alborán también ha sido erróneamente calificada como plaza de soberanía, ya que administrativamente forma parte del término municipal de la ciudad andaluza de Almería.
Estas posesiones fueron atacadas por los rifeños en la guerra del Rif, y al inicio de la sublevación del 17 y 18 de julio de 1936 quedaron desde el primer momento en manos del bando sublevado. Cuando en 1956 España se retiró de su protectorado y reconoció la independencia de Marruecos no se vieron afectadas en su estatus, puesto que nunca formaron parte de dicha entidad territorial.

## Pretensiones anexionistas de Marruecos
La reclamación de las Plazas de Soberanía por parte del movimiento irredentista marroquí del Gran Marruecos es uno de los temas recurrentes en las relaciones España-Marruecos. España nunca ha negociado su soberanía sobre las Plazas de Soberanía, puesto que son parte integrante del territorio español.
En julio de 2002, durante la ocupación militar del islote de Perejil por Marruecos, España desplegó la Operación Romeo-Sierra para expulsar al ejército marroquí. Sin embargo, en la actualidad es un territorio en disputa entre España y Marruecos, no existe ni presencia militar ni ningún símbolo de soberanía.Durante el incidente del peñón de Vélez de la Gomera de agosto de 2012, el ejército español expulsó a activistas marroquíes que habían accedido de manera ilegal. 

## Ubicación

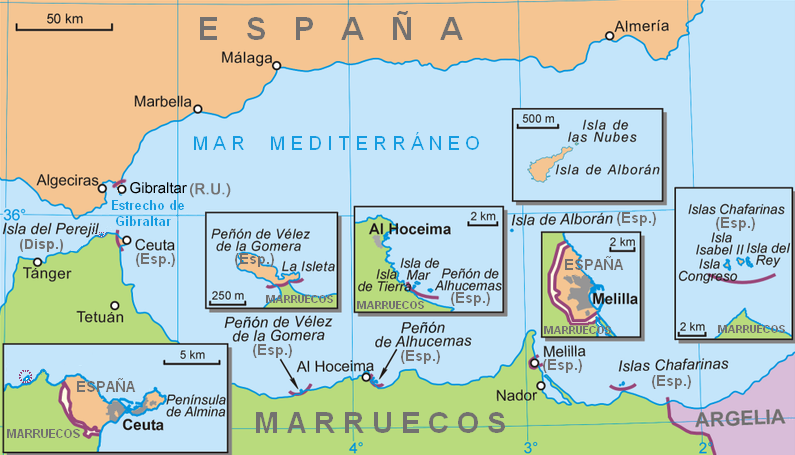
Mapa de territorios españoles incluyendo las plazas de soberanía. Cabe destacar que Ceuta, Melilla y la isla de Alborán no son plazas de soberanía. El término «plaza de soberanía» nunca se usa para referirse a estos territorios ya que Ceuta y Melilla son ciudades autónomas y la isla de Alborán forma parte de la ciudad de Almería.

Las plazas de soberanía se sitúan en el norte de África, ribereñas del mar Mediterráneo. Solo el peñón de Vélez de la Gomera tiene frontera terrestre con Marruecos, aunque originalmente era una isla, pero debido a un terremoto que tuvo lugar en 1930, el islote resultó unido de forma permanente a tierra firme.
La ubicación de las plazas es la siguiente:
| Territorio                  | Coordenadas                                         | Superficie (hectáreas) |
| Islas Alhucemas             | 35°12′54″N 3°53′47″O / 35.21500, -3.89639           | 4,6                    |
| --------------------------- | --------------------------------------------------- | ---------------------- |
| Peñón de Alhucemas          | 35°12′48″N 3°53′21″O / 35.21333, -3.88917           | 1,5                    |
| Isla de Tierra              | 35°12′55.83″N 3°54′8.10″O / 35.2155083, -3.9022500  | 1,7                    |
| Isla de Mar                 | 35°13′3.65″N 3°54′2.69″O / 35.2176806, -3.9007472   | 1,4                    |
| Islas Chafarinas            | 35°11′N 2°26′O / 35.183, -2.433                     | 52,5                   |
| Isla del Congreso           | 35°10′43.90″N 2°26′28.31″O / 35.1788611, -2.4411972 | 25,6                   |
| Isla de Isabel II           | 35°10′55.77″N 2°25′46.90″O / 35.1821583, -2.4296944 | 15,3                   |
| Isla del Rey Francisco      | 35°10′51.72″N 2°25′24.96″O / 35.1810333, -2.4236000 | 11,6                   |
| Isla de Perejil             | 35°54′50.0″N 5°25′7.0″O / 35.913889, -5.418611      | 14                     |
| Peñón de Vélez de la Gomera | 35°10′21.29″N 4°18′2.89″O / 35.1725806, -4.3008028  | 1,9                    |
| Total                       | Total                                               | 73,00 hectáreas        |

## Galería

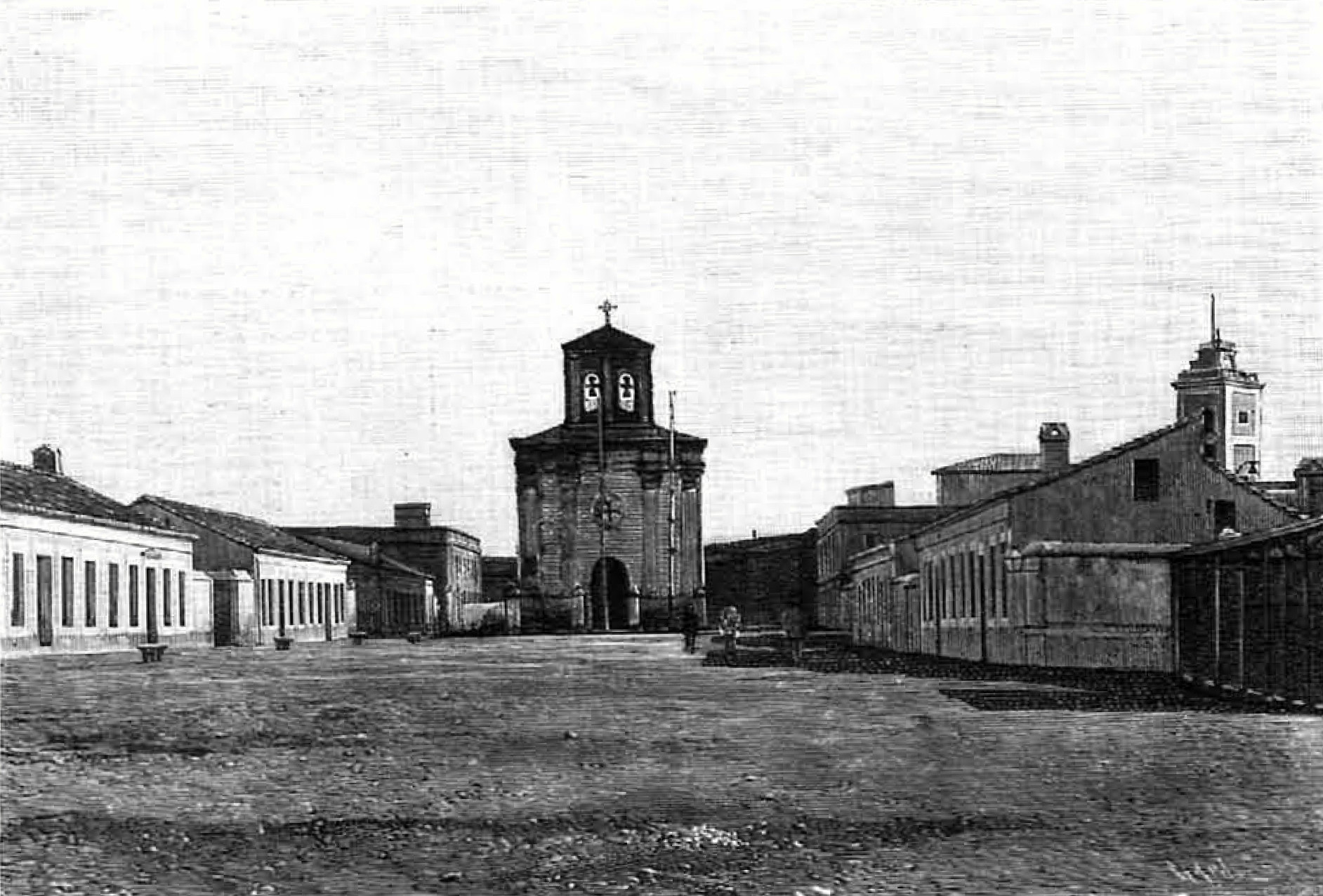
La iglesia de la Purísima Concepción, en la isla Isabel II, en 1893.
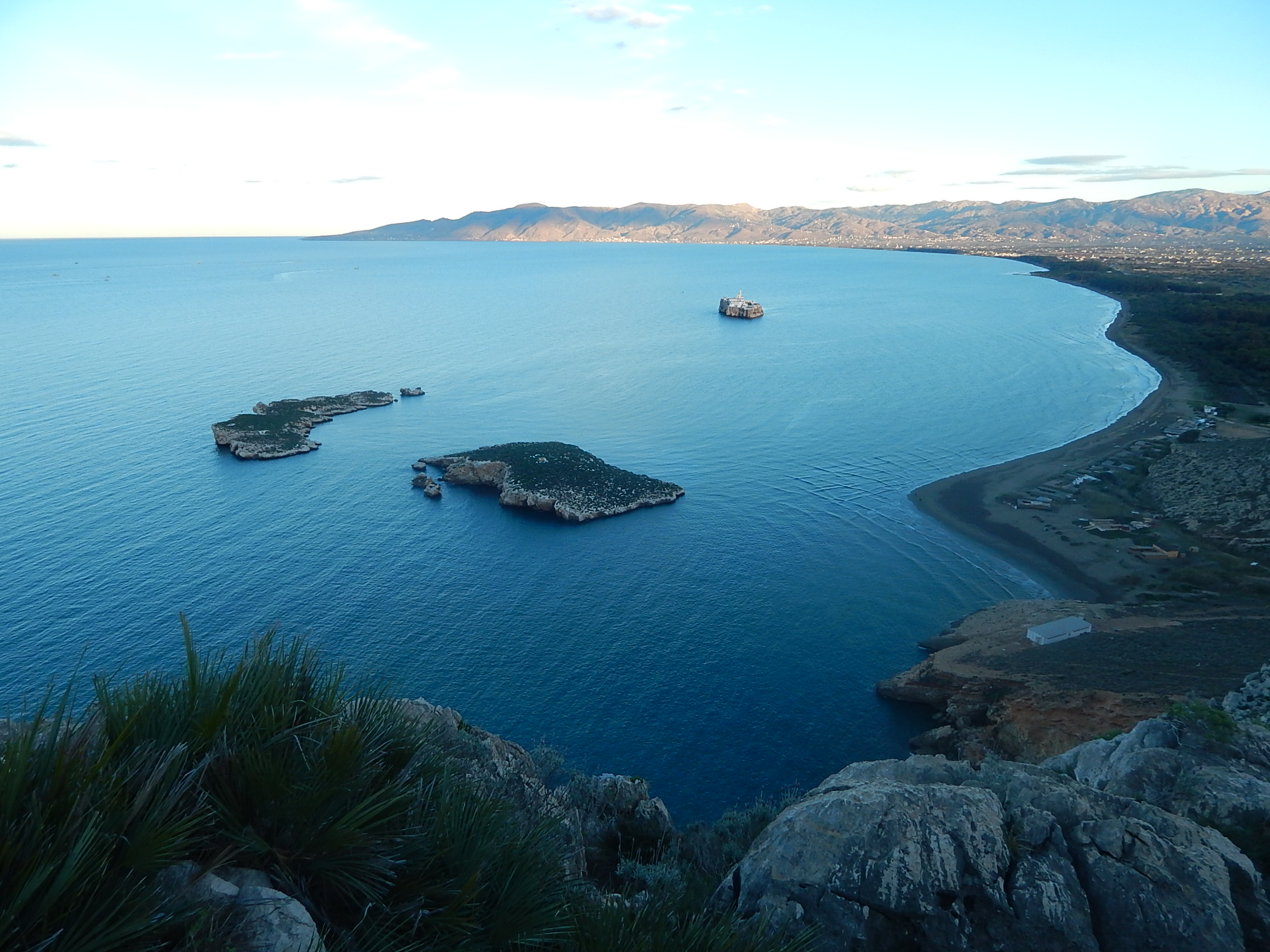
Las islas de Tierra (derecha) y Mar (izquierda) con el peñón de Alhucemas al fondo, pertenecientes al archipiélago de las islas Alhucemas.
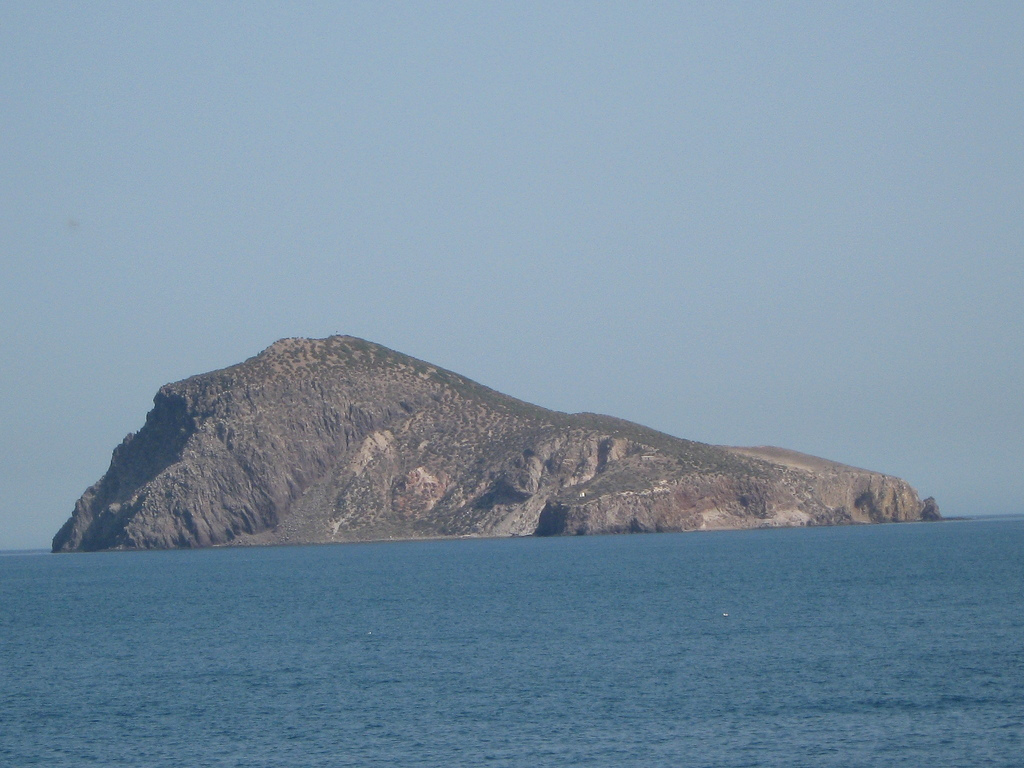
La isla del Congreso, perteneciente al archipiélago de las islas Chafarinas, vista desde el cabo de Agua, en Marruecos.
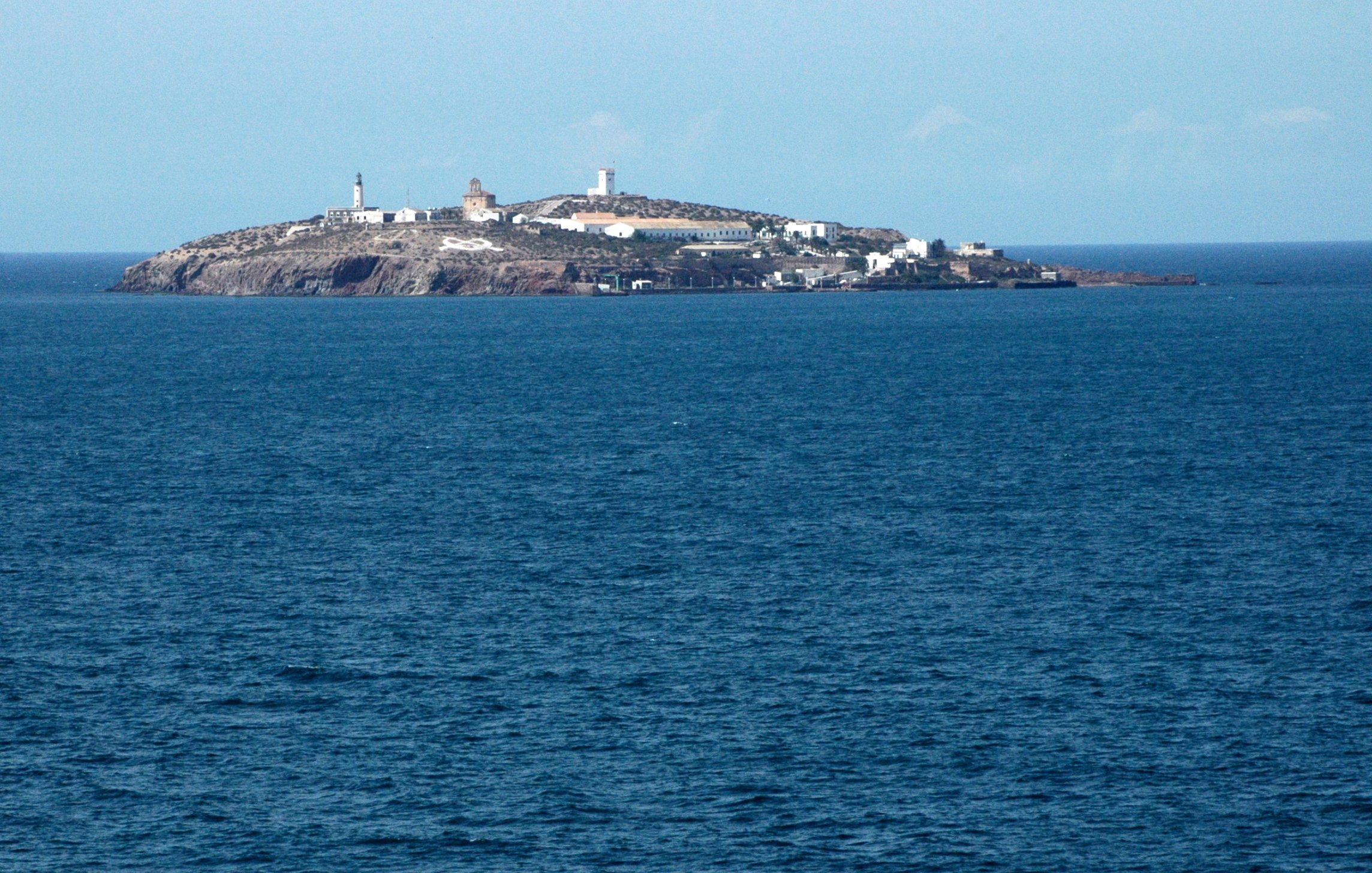
Vista de la isla de Isabel II, perteneciente al archipiélago de las islas Chafarinas.
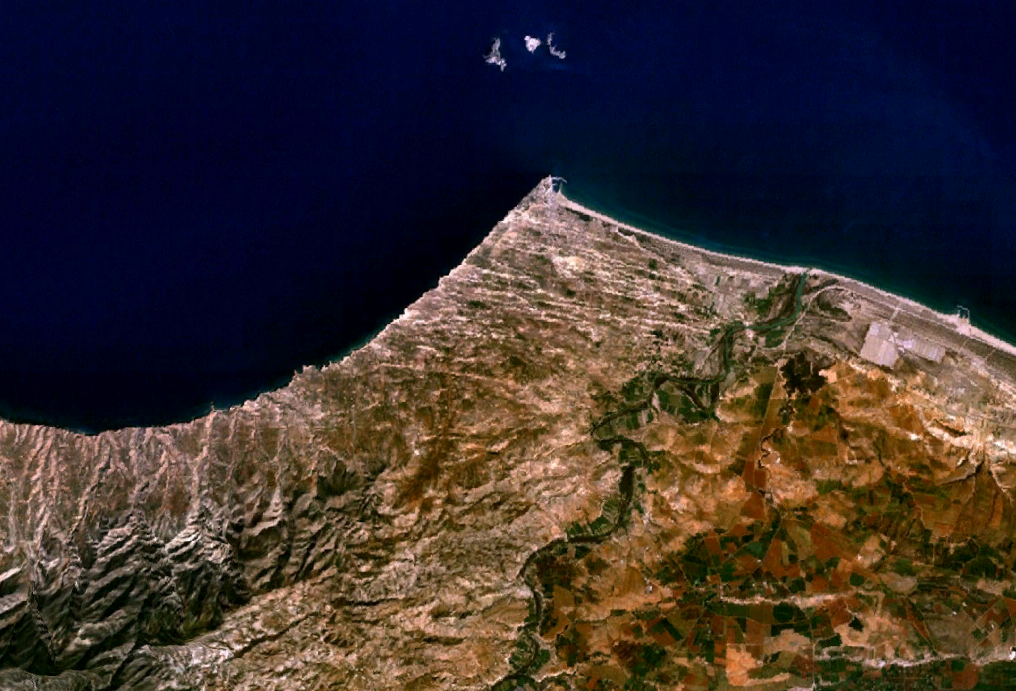
Vista satelital de las islas Chafarinas.
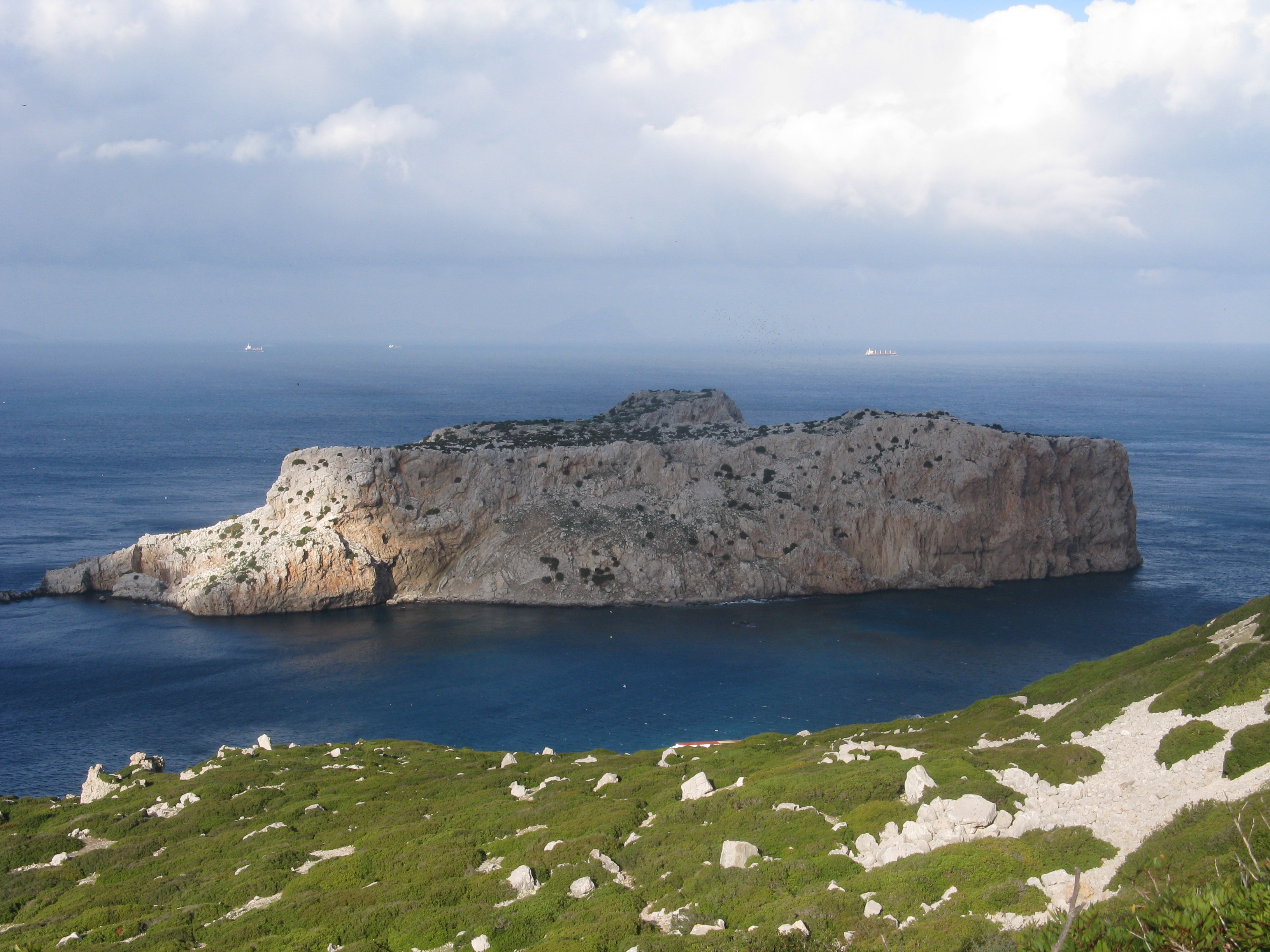
Vista de la isla de Perejil.